# Neologismus
Neologismus či neologizmus (z řec. neos logos, nové slovo), česky novotvar, je nově utvořené nebo přejaté slovo, přesněji lexikální jednotka. Vzniká nejčastěji pro označení nových skutečností, např. vynálezů nebo myšlenek, a postupem času se může stát součástí běžné slovní zásoby. Lingvistická disciplína zkoumající neologismy se nazývá neologie.

## Význam
Prof. Edvard Lotko vymezuje neologismus jako „nevžitý, neustálený tvar, nové slovo, popř. jeho nové užití nebo jiná nová jednotka v jazyce vzniklá, resp. vznikající, popř. do něj převzatá odjinud z potřeby pojmenovat něco nového (např. grant, folkař), z důvodu strukturních (např. parník: paroloď) apod., novotvar“. Například výraz „neologismus“ pochází z 18. století a po určitou dobu byl tedy také neologismem.
Neologismy jsou relativně nová slova, která většina mluvčích ještě nepokládá za součást běžné slovní zásoby, případně jim nerozumí a pociťuje je jako nová. Tento příznak novosti mohou časem ztratit, pokud se běžně používají a jejich význam je znám většině mluvčích. Stávají se neutrální a platnou součástí lexikálního systému (např. vzduch, sjetina, zviditelnit). Proces začleňování nových slov může být různě rychlý; některá nová slova v jazyce nezakotví vůbec a zaniknou.

## Geneze neologismů
Neologismy vznikají zejména jako:
- česká slova s novým významem (například ještěrka jako vozidlo, bublinky pro kontextové nápovědy nebo šampaňské, šmejdi jako pochybní prodavači)
- nově vytvořená a původně česká slova (počítač, údržbář, parník)
- kalky, to jest česká slova, vytvořená podle cizojazyčných vzorů (před-stava z něm. Vor-stellung)
- hybridní či složená slova (dianápoj, minisukně, biopotraviny)
- cizí slova počeštěná foneticky (banka, skener, gastarbajtr, nýmand, supervizor, lídr, mítink, overal, trenčkot, bodyček, šejkr)
- slova s cizojazyčným základem ale českou konstrukcí (foťák, pajpa, oficír)
- slova převzatá z cizích jazyků bez počeštění (folk, metal)
- blending a kufříková slova
- slova vzniklá ze zkratek a zkrácenin (ajťák, eseróčko, óesvéčko, píárko, socdemáci, valmez)

## Rozlišení neologismů
Neologismy můžeme také rozlišit na perspektivní, to jest ty, které se mohou stát součástí neutrální slovní zásoby, a neperspektivní, které tuto vlastnost nemají. Například některé básnické neologismy si ani nečiní nárok, aby se staly součástí každodenní slovní zásoby.
Aby bylo nové slovo perspektivní, musí splnit tyto podmínky:
1. musí odpovídat požadavkům jazykového systému,
2. není účelově vytvořené pro jednorázové použití,
3. předpoklady pro kolektivní užívání (stručné, výstižné, vtipné, …).

Mezi neperspektivní neologismy patří:
1. Nepřijaté náhrady za jiná slova, např. samohyb, siloun, silec (místo automobil), rozvid, rozjev (místo televize), spočet (místo faktura).
2. Okazionalismy čili příležitostná a nahodilá slova, mnohdy vytvořená politiky, novináři a také běžnými uživateli jazyka v rámci neutrální komunikace
  - ad hoc výrazy, často vytvářené v publicistice pro účely daného článku či příspěvku (odbenešit, husákovština, klauzofobie),
  - lingvistické případy memů (rychlostudent),
  - pojmenování módní, která se náhle rozšíří pro nějaký aktuální jev a po čase zaniknou (tunelovat, kupónovka),
3. Autorská slova příležitostné povahy, vytvořená pro potřeby konkrétního díla (například Hrabalovi pábitelé).
4. Etapová pojmenování, která souvisejí s označením nového předmětu, jevu a mohou dosáhnout v běžném jazyce vysoké frekvence užívání, ale po určité době zcela vymizí (například nové látky dederon, tesil).

## Příčiny vzniku neologismů
Příčiny vzniku neologismů můžeme rozlišit na:
- mimojazykové, jako je potřeba označit nové skutečnosti, vyjádřit generační rozdíly, případně také v autorově snaze být zajímavý (například frikulín, borka);
- vnitrojazykové, jako je snaha odstranit varianty, polysémii, homonymii a také potřeba významové a stylové diferenciace (například donut pro anuloidní koblihy).

### Typy neologismů podle původu
Mezi neologismy cizího původu patří:
- Slova a slovní spojení citátová: jednotky přenesené do jiného jazyka a užívané v něm v jistém sociálním, profesním a kulturním okruhu. Zachovávají si původní pravopis, zčásti i výslovnost a odlišují se od domácího morfologického systému. Např. computer: kompjútr, show: šou, leader: lídr

- Slova a slovní spojení přejatá dělíme ještě na dva druhy:
  - ještě pociťovaná jako cizí: označují méně běžné skutečnosti a mívají rozkolísaný pravopis. Např. marketing vs. marketink, brífink vs. briefing, buggy vs. bugina, cola vs. kola.
  - spojení zcela vžitá: jsou to slova přejatá už v dávné minulosti a zcela zdomácnělá. Např. pohan (lat.), kostel (lat.), sobota (hebrej.). Nyní patří do centra slovní zásoby.

- Kalky čili slova a spojení vytvořená podle cizích vzorů:
  - Slovotvorné vznikají překladem slovotvorných částí cizích slov, například anglických, německých, francouzských, řeckých a latinských. Např. s-vědomí (con-scientia, Ge-wissen), po-jem (con-ceptus, Be-griff).
  - Frazeologické: složené vazby slovesné, synonymní s jednoslovnými slovesy. Např. udělat, učinit pokus, pokrok (Versuch, Fortschriftt machen), běžný účet (conto corrente).
  - Hybridní slova: například věd-átor z věd(ec) a (kur)átor nebo nadace z nad(ání) a (fund)ace.

- Přejaté významy, sémantické kalky. Kulturní vliv jiných jazyků přispět k vytvoření obdobné metafory, ze slov a lexémů s obdobnými základními významy. Např. české slovo proud dostalo význam „elektrického proudu“ podobně jako v angličtině, francouzštině, němčině. Zde jde zvláště o přejímání významů v případech mezijazykové homonymie. Pod vlivem ruštiny vzniklo např. české slovo pětiletka „pětiletý plán“ i „období pětiletého plánu“.

### Typologie neologismů podle způsobu utvoření
- Neologismy slovotvorné:
  - Odvozování (derivace): alkoholizovat se, hydratace, bezodpadní, estébák, odbenešit, síťař, sjetina, zprávař.
  - Skládání (kompozice): mikro-klima, mimo-tělní, samo-čisticí, velko-obchodní, web-master, covid-árium[3][4].
  - Zkracování (univerbizace): socdemák, umprum, voška.
  - Zpětná derivace: hanušovice jako pivo.

- Neologismy souslovné: z běžných slov se tvoří nová sousloví, například elektronické mýto, internetová peněženka.

- Frazeologické neologismy se vyskytují zejména v oblasti publicistiky a v hovorovém jazyce. Vznikají zde zcela nové jednotky (dát něco do kupy, něco někomu hraje na nervy) nebo dochází k aktualizaci stávajících frazeologismů (např. kdo má málo, chce víc, kdo má hodně, chce ještě víc; vyčistit Špidlův chlév (srov. Augiášův chlév); vylít vaničku i s politikem – poslední dva jsou současně zcizovací prvky)

- Sémantické neologismy znamenají přiřazení nového významu běžně užívaným slovům, například artikulovat ve významu cokoliv říct nebo ještěrka ve významu vozidlo.

Neologismům v češtině se dlouhodobě věnuje Olga Martincová (Nová slova v češtině – Slovník neologizmů, 1998; Nová slova v češtině 2 – Slovník neologizmů, 2004; Neologizmy v dnešní češtině, 2005).

### Články v médiích
- Dobroser, kremrole, slimáci. Webové diskuze jsou líhní nových nadávek, iDNES.cz, 8. 11. 2015
- Biozklamání, selfie i exka. Databáze novotvarů roste týdně o stovku slov, iDNES.cz, 14. 2. 2016
- Ohledáno a sečteno. Vítač se stal vítězem prezidentských voleb 2018, iROZHLAS, 26. 1. 2018

Když se řekne geek. Vesmír, 5. 2. 2018.
Patrik Ouředník: Slova v zapomenutí daná: Vychochol, nebo palcucha?, 19. 1. 2022